# Хронічний гастрит
Хронічний гастрит — ураження слизової оболонки шлунка, що призводить до її поступової атрофії. Виникає при систематичних недоліках у дієті, зловживанні алкоголем, деяких інших захворюваннях. Хронічний гастрит (ХГ) уражає більше 40-50% дорослого населення земної кулі. Поширеність захворювання багато в чому залежить від місця і умов проживання людей, чітко пов'язана з інфікованістю Helicobacter pylori.

## Причини
Причини, що призводять до розвитку хронічного гастриту, різноманітні. Етіологічні чинники діляться на екзогенні і ендогенні, а хронічні гастрити відповідно на первинні і вторинні.
До екзогенних причин відносяться тривалі порушення якості і режиму харчування, погане пережовування їжі при швидкій їжі і дефекти жувального апарату, систематичний прийом деяких лікарських препаратів, вживання алкоголю, паління, деякі професійні шкідливості.

## Симптоми
Відчуття важкості у підвилочковій ділянці після їжі, нудота, відрижка, рідше блювання. Хвороба може протікати з загостреннями, які провокуються найчастіше огріхами у дієті. Діагноз уточнюється при гастроскопії з біопсією слизової шлунка. В результаті прогресування атрофічних змін слизової виникає гістамінстійка ахілія, яка супроводжується більш вираженим порушенням травлення, проносами, схудненням, анемією.

## Лікування
Доцільне дотримання механічно щадної дієти з виключенням алкогольних напоїв, копчених виробів, гострих приправ, консервів. При зниженні шлункової секреції можна призначати м'ясні та овочеві бульйони, препарати шлункового соку, хлористоводневу кислоту. При стійкому болю, відчутті важкості у животі показане застосування спазмолітичних засобів.

## Профілактика
Профілактика. Первинна — нормалізація способу життя, раціональне харчування, виключення шкідливих звичок, усунення професійних шкідників. Вторинна — для більшості хворих — проведення успішної ерадикації H.pylori. При рефлюксі — усунення чинників, що підвищують внутрішньочеревний тиск (запори, метеоризм, фізичне навантаження та ін.)
Важливу роль грає санаторно-курортне лікування (Миргород, Березівські мінеральні води, Моршин, Карпати, Куяльник та ін.): хворі з секреторною недостатністю шлунку п'ють мінеральну воду за 20-30 хв. до їжі, а з гіперацидним станом — через 1,5-2 години після їжі.
Фізіотерапія як допоміжний метод знаходить широке застосування в комплексному лікуванні хворих із загостренням хронічного гастриту. Фізіотерапевтичні чинники зменшують клінічні прояви гастриту, стимулюють секрецію і нормалізують моторну функцію шлунку, покращують його кровопостачання. Для усунення больового синдрому при хронічному гастриті застосовують електрофорез новокаїну, дикаїну або платифілін і теплові процедури (грілки, парафінові або озокеритові аплікації), а також діадинамічні і синусоїдальні модульовані струми.